# Pathé cinéma (Orgeval)
Le  Pathé cinéma était une salle de cinéma typique des salles de quartier au 5 rue Rosset à Reims, dans le quartier Orgeval. 

## Historique
Dans une petite chapelle construite en 1914 au 5 rue Rosset à Reims et appartenant à l’archevêché, était installée une salle de cinéma de quartier qui faisait partie d’un circuit paroissial animé par l’association des amis du Fond-Pâté. 
Le but de ces représentations était une « propagande » des œuvres catholiques mais aussi une récréation pour le mouvement des jeunes de la paroisse. 
Cette association loi de 1901 est déclarée à la préfecture le 16 novembre 1951.
En 1976, la salle devient autonome et la gestion est faite directement par l’association des amis du Fond-Pâté. Elle fait réaliser des travaux d’amélioration du confort de la salle (chauffage, peinture, teinture et siège) pour développer l’activité de la salle qui cumule à 25.000 entrées en 1981.
Mais elle n’arrive plus à lutter contre l’augmentation des charges, le minimum garanti des distributeurs, la concurrence des cassettes vidéo et  des chaines TV à péage.
La salle de cinéma est fermée en 1986.
Elle est actuellement occupée par une compagnie de théâtre créée en 1990.